# Scylaticus marginatus
Scylaticus marginatus là một loài ruồi trong họ Asilidae. Scylaticus marginatus được Engel miêu tả năm 1932. Loài này phân bố ở vùng nhiệt đới châu Phi.